# Bayerische Forschungsstiftung
Die Bayerische Forschungsstiftung wurde im Jahr 1990 auf Initiative der Bayerischen Staatsregierung gegründet. Das Stiftungsvermögen stammt aus Erträgen von damaligen Unternehmensbeteiligungen des Freistaates Bayern.
Die Forschungsstiftung fördert Forschungsprojekte aus Naturwissenschaft und Technik, in denen Wirtschaft und Wissenschaft zusammenarbeiten müssen. Das geschieht in Einzelprojekten oder übergreifenden Forschungsverbünden, in denen mehrere Hochschulen, Forschungseinrichtungen und Unternehmen, besonders auch KMU, kooperieren. Die Fördersummen bewegen sich derzeit im Bereich von 50.000 bis 2 Mio. Euro für ein Projekt oder einen Verbund, die maximale Förderdauer beträgt drei Jahre. Zur Förderung der internationalen Zusammenarbeit in ihren Projekten gewährt die Forschungsstiftung Doktoranden- und Post-Doktoranden-Stipendien und unterhält ein Programm zur Förderung der internationalen Zusammenarbeit in der angewandten Forschung. Die Vergabe der Stipendien ist an die Beteiligung in einem Förderprojekt der Forschungsstiftung gebunden.
Die Forschungsstiftung stellt jährlich Fördermittel für 30 bis 40 Projekte zur Verfügung.

## Organe
Die Stiftungsorgane sind der Stiftungsrat, der Stiftungsvorstand sowie der Wissenschaftliche Beirat. Derzeitiger Präsident der Stiftung ist Arndt Bode, Vorsitzender des Stiftungsrats ist Ministerpräsident Markus Söder und Vorsitzender des Vorstands Ministerialdirigent Christian Horak. Die Vorsitzende des Wissenschaftlichen Beirats ist Marion Merklein. Geschäftsführer der Stiftung ist Christian Haslbeck.